# Maroko (Lagos)
Maroko era uma comunidade em Eti-Osa, Lagos, Nigéria. Era ao lado de Ikoyi e leste de ilha Victoria. Era uma área de baixa renda que atraiu um grande número de imigrantes, uma vez que estava em estreita proximidade com áreas economicamente robustas. Inundações e areia de enchimento afetaram Maroko durante a sua vida.
Em julho de 1990, o governo do estado de Lagos, em Raji Rasaki, expulsou os moradores de Maroko e demoliu a comunidade. O governo disse que Maroko ficou abaixo do nível do mar e precisava ser preenchido com areia e que Maroko necessitava de melhorias de infra-estrutura. Cerca de 300.000 pessoas perderam suas casas. Foi um dos maiores despejos forçados na história nigeriana.
Os ex-moradores tentaram obter uma indemnização no sistema judicial nigeriano. Em dezembro de 2008 o Social and Economic Rights Action Centre (SERAC) e Debevoise & Plimpton, apresentou uma comunicação com o Comissão Africana dos Direitos Humanos e dos Povos, afirmando que o despejo violou o Carta Africana dos Direitos Humanos e dos Povos.
Maroko é um cenário no livro Graceland por Chris Abani.